# Диме Коров
Диме Костадинов (Константинов) Коров е български търговец и революционер от края на XIX век.

## Биография
Роден е през 1843 в град Прилеп, тогава в Османската империя. Роднински връзки го свързват с Хаджиилиеви, Димшови, Бомболови и други прилепски родове. Първоначално образование получава в килийно училище, по-късно учи в гръцкото училище при Димитър Миладинов, а завършва българското при Йордан Хаджиконстантинов Джинот. Оженва се млад; баджанак е на известния учител Никола Еничерев и на Никола Ганчев, също учител в Прилеп.
Проявява забележителни умения в търговията. Търгува с жито и добитък, занимава се със сарафство, по-късно отваря собствена фабрика за енфие и закупува от черкезите много земи в Сарикаа, които и по-късно са наричани Коровите  ниви.
Избран е, макар и още млад, за мухтарин на махалата, застъпва се за облекчаване на данъка бедел за бедните. Когато преди Руско-турската война прилепската община решава да се прати писмено изложение до посланиците на петте Велики сили за страданията на българите (написано от Йосиф Ковачев), тя възлага пренасянето му на Диме Коров, който, за разлика от други, не се побоява да го достави до параход в Солун, откъдето е занесен в Цариград.
В 1878 година е избран за член на българската община. Води статистика за убитите от турците прилепчани. Заедно с Ицо Гавазов, Илия Цървенков, Кайкар и други са членове на местен революционен комитет, който издържа хайдушките дружини в Прилепско, така наречените кумети.
След Охридското съзаклятие, при аферата Иге Кусев, е арестуван и осъден на 101 години затвор, като имотът му е конфискуван. Успява да избяга от затвора в Свободна България и се установява в Кюстендил, където отваря тютюнева фабрика и се замогва. Заедно с Димитър Ризов продължава да издържа хайдушки дружини, нахлуващи в Македония, като тази на Коне Павлов. В 1885 година влиза в четата на Адам Калмиков, която е разбита при село Градец. Коров оцелява и се връща в България, където доживява дълбока старост, постоянно работейки за македоно-одринската кауза.